# Мительман, Феликс
Феликс Мительман (швед. Felix Mitelman; род. 26 августа 1940, Вольбром, Польша) — шведский онкогенетик. Почётный профессор (professor emeritus) и заведующий отделом клинической генетики в Лундском университете.
Главный редактор журнала «Genes, Chromosomes and Cancer». Член Шведской королевской академии наук, Американской академии наук и искусств, Польской академии наук (1991). Лауреат премии Фернстрёма (2007), Söderberg Prize in Medicine (2008).
Наибольшую известность получил его многократно переиздаваемый и дополняемый «Каталог хромосомных аберраций злокачественных новообразований» (Catalog of Chromosome Aberrations in Cancer, 1983—1998) и База данных хромосомных аберраций злокачественных новообразований Мительмана, содержит более 65 тысяч описанных аберраций). Переиздавался также его учебник «Онкологическая цитогенетика» (1987—2010).
Сын — Хенрик Мительман (Henrik Mitelman, род. 1971), колумнист и финансовый аналитик.

### Монографии
- Catalog of Chromosome Aberrations in Cancer. Нью-Йорк: Wiley—Liss, 1983—1998.
- Cancer Cytogenetics: Chromosomal and Molecular Genetic Aberrations of Tumor Cells (с Sverre Heim). Нью-Йорк: Wiley—Blackwell, 1987 (3-е издание — 2010).
- Guidelines for Cancer Cytogentics: Supplement to an International System for Human Cytogenetic Nomenclature. S Karger Pub, 1992.

## База данных Мительмана
База данных хромосомных аберраций злокачественных новообразований Мительмана